# Boavista (Porto)
Koordinaten: 41° 9′ N, 8° 38′ W

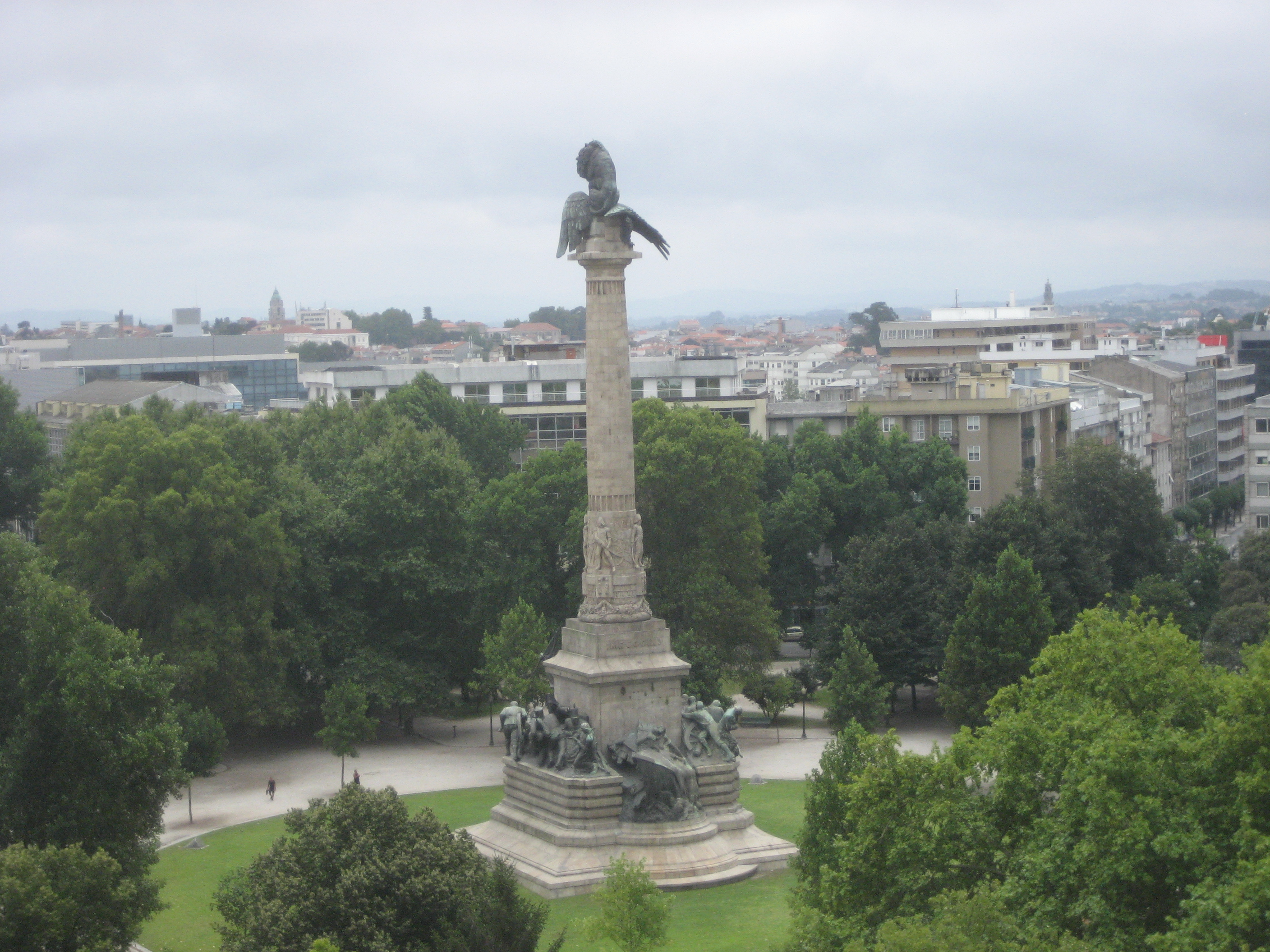
Rotunda da Boavista

Boavista ist ein Stadtteil im Westen Portos. 
Boavista ist kein offizieller Stadtbezirk, sondern die gebräuchliche Bezeichnung für die Zone rund um die Verkehrsachse Avenida de Boavista/Rua de Boavista, von der Atlantikküste im Westen über die Rotunda da Boavista bis zur Praça da República im Osten. Im engeren Sinne ist meist das Gebiet um die Rotunda da Boavista gemeint.
In Boavista befinden sich unter anderem die Casa da Música und das Fußballstadion Estádio do Bessa Século. XXI, Spielstätte des portugiesischen Zweitligaklubs Boavista Porto sowie die temporäre Motorsport-Rennstrecke Circuito da Boavista.
Die Deutsche Schule zu Porto (Colégio Alemão do Porto, DSP) befindet sich in der Rua de Guerra Junqueiro.
Boavista ist über die Station Casa da Música an die Metro do Porto angeschlossen.